# يان كيد
يان كيد (بالإنجليزية: Ian Kidd)‏ هو لاعب هوكي الجليد أمريكي، ولد في 11 مايو 1964.

## وصلات خارجية
- يان كيد على موقع دوري الهوكي الوطني (الإنجليزية)
- يان كيد على موقع قاعة مشاهير الهوكي (لاعب أن.إتش.أل) (الإنجليزية)
- يان كيد على موقع EliteProspects.com (الإنجليزية)
- يان كيد على موقع HockeyDB.com (الإنجليزية)
- يان كيد على موقع Hockey-Reference.com (الإنجليزية)